# Bruinsmia polysperma
Bruinsmia polysperma là một loài thực vật có hoa trong họ Bồ đề. Loài này được (C.B.Clarke) Steenis mô tả khoa học đầu tiên năm 1967.